# Міліція

Країни, де зараз є міліція
Країни, де раніше була міліція

Мілі́ція (лат. militia «військо») — різновид поліції в СРСР, країнах колишнього «соціалістичного табору» та деяких сучасних країнах СНД.

## Походження назви
У Новій історії словом міліція було прийнято позначати, і в цьому значенні воно використовується в більшості країн світу, (нерегулярні) збройні формування, які використовуються як для військових цілей, так і для підтримки громадського порядку, створювані з місцевого населення, часто на добровільній основі (ополчення), і не входять до складу системи державних регулярних військових і правоохоронних органів (див. статтю Міліція (ополчення)). Сам Новий час почався з відмови короля Англії підписати «Білль про міліцію», відповідно до якого він позбавлявся права бути її верховним головнокомандувачем, і рішучість Палати громад не зраджувати білль не дозволяла сторонам громадянської війни укласти мир.
Спочатку латинське militis означало «військовий» від mille — тисяча, легіон. Але християни не повинні були вбивати. Солдат-християнин вправі виконувати лише поліцейські функції згідно з посланням першоверховного апостола Павла: «бо начальник є Божий слуга, тобі на добро. Якщо ж робиш зло, бійся, бо він недаремно носить меч: він Божий слуга, помстився на покарання тому, хто чинить зло.» (Рим. 13:4). Навіть Мартін Турський відмовився виконувати обов'язок боротися у воєнний час із ворогами, оскільки християнин мечем б'ється тільки зі злочинцями, а до супротивника виходить із хрестом і волітиме самому бути вбитим, ніж убити. З поваги до переконань християн спочатку міліція була створена ще Костянтином Великим у Римській імперії.
Але після того, як завдяки Амвросію Медіоланському християнство стало державною релігією, хрещеник Амвросія Блаженний Августин у своїй «Сповіді» назвав самого апостола Павла (Савла) воїном (militiam), підкорив Христу проконсула Павла і взяв собі його ім'я. Блаженний Августин сформулював також умови ведення бойових дій міліцією. Для цього війна мала бути справедливою, а міліціонер повинен дотримуватися етичного кодексу: оголювати меч тільки за наказом, любити і виправляти ворогів своїх, не влаштовувати різанину, грабежі та підпали. З хрестом замість меча в справедливій війні мали право виступати лише духовні особи. Життя християнина — це служба в міліції (Бога). «Militia est vita hominis super terram, et sicut dies mercenarii dies eius», Хіба не визначено чоловіку час (служби в міліції) на землі, і чи дні його не ті ж, що дні найманця? (Іов. 7:1). Тому чернечі ордени Заходу, в тому числі і не озброєні, також називалися «Міліція Христова».
Термін «міліція» в значенні «органи охорони громадського порядку, які заміщають поліцію», був відроджений в описі газетами Паризької Комуни 1871, що ліквідувала префектуру поліції і поклала обов'язки забезпечення порядку та безпеки громадян на резервні батальйони Національної гвардії. Карл Маркс виписав з газети найважливіше рішення Комуни, намічене Центральним комітетом національної гвардії в його відозві від 22 березня: «Вперше після 4 вересня республіка звільнена від уряду своїх ворогів…, в місті — національна міліція, яка захищає громадян від влади, замість постійної армії, яка захищає владу від громадян». Газета назвала національну гвардію міліцією.
Термін «міліція» використовувався також «для позначення обивательських дружин, формованих для несення поліцейської служби і охорони порядку в тих випадках, коли урядова влада силою обставин (народне заворушення, евакуація з уваги на наступ ворога) позбавляється можливості правильно відправляти свої функції».
Тому в умовах народних заворушень і розпуску поліції явочним порядком у ході Лютневої революції створення міліції було легітимним, але в умовах двовладдя були створені міліція Комітету військово-технічної допомоги («студентська», позаяк до солдатів цієї міліції були прикріплені студенти), міліція міської думи Петрограда і робітнича міліція Рад. У Росії в ході Лютневої революції (1917) Тимчасовий уряд скасував Департамент поліції і проголосило заміну поліції спочатку «суспільної поліцією», а потім «народною міліцією з виборним начальством, підлеглим органам місцевого самоврядування». Прообразом цієї народної міліції стала народна міліція Петрограда, утворена рішенням Петроградської ради від 7 березня 1917 про об'єднання «студентської», «міської» і робітничої міліції. Правовою основою державної народної міліції на утриманні органів місцевого самоврядування стали постанова Тимчасового уряду від 30 (17 за старим стилем) квітня 1917 «Про заснування міліції» і «Тимчасове положення про міліцію». Проте повною мірою ці рішення реалізовані не були. Постанова Тимчасового уряду від 17 квітня 1917 замінила після Лютневої революції «царську» поліцію міліцією, зайнятою саме охороною порядку, а не захистом влади (у тому числі, за допомогою злочинів). Сенс перейменування полягав не тільки в легітимності міліції в умовах розпуску поліції, але і в прагненні позбутися визначення де Кюстіна російської поліції як відомства, зайнятого приховуванням злочинів замість їх профілактики і розслідування, і в поверненні до ранньохристиянського визначення міліції як поліцейської служби військових (лицарів), що ведуть війну зі злочинністю, ніколи не сприяють злочинцям (не прикривають злочинну діяльність), хоча і люблять, і виправляють їх, і у визнанні факту, що поліцейське право повинне проводитися в життя не закритою кастою — поліцією — а всім народом.
Надалі термін «міліція» був використаний у назві робітничо-селянської міліції (РСМ). Основи РСМ були закладені постановою НКВС від 10 листопада (28 жовтня за старим стилем) 1917 року «Про робітничу міліцію». Термін згодом поширився на території і країн, що потрапили до сфери впливу СРСР.

## Історія

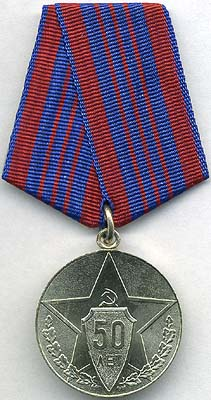
Медаль «50 років радянській міліції»

Термін «міліція» почали вживати ще в Російській імперії. Так стали називати поселені війська на засічних лініях. Вперше термін «ландміліція» використовувався Петром I у 1709 році, в 1713 році ландміліція була впорядкована і реорганізована для більш ефективного захисту від кримських татар. З ландміліції був сформований лейб-гвардії Ізмайловський полк. З 1727 стала йменуватися Українською ландміліцією. Існувала до 1763 року, коли була перетворена на звичайну поліцію, але багато однодворців при її розформуванні отримали спадкове дворянство. Закамська ландміліція заснована Анною Іоанівною в 1736 році для захисту від казахів і башкирів Оренбурзького краю. Вона існувала до 1796 року. Сибірська ландміліція на південному кордоні Сибіру існувала в 1761-71, Смоленська ландміліція з 1765 до 1775. Ландміліція також називалася земською міліцією або просто міліцією. У 1786 році вперше була сформована міліція на Північному Кавказі. Під час наполеонівських воєн термін «міліція» отримав друге народження: так стали називатися народне ополчення і партизанські загони, які повинні були діяти проти армії Наполеона і османів, але були розпущені після укладення Тільзітського миру. Відтоді і донині такі формування прийнято називати просто ополченням, і тільки під час Кавказької війни міліціонери з місцевого
населення допомагали російським військам.
Ідея заміни постійної армії ополченням збройного народу — народною міліцією — набула поширення і теоретичного обґрунтування в лівих революційних колах, в тому числі в працях Ф. Енгельса і В. І. Леніна. Ленін так обґрунтовував це: «На запитання про те, чому з'явилася потреба в особливих, над суспільством поставлених, що відчужують себе від суспільства, загонах озброєних людей (поліція, постійна армія), західноєвропейський і російський філістер схильний відповідати парою фраз, запозичених у Спенсера або у Михайловського, з посиланням на ускладнення суспільного життя, на диференціацію функцій і т. ін. Таке посилання здається „науковим“ і прекрасно присипляє обивателя, затемнюючи головне і основне: розкол суспільства на непримиренно ворожі класи.» Звідси Ленін якраз і ставить питання про створення міліції — як загонів самооборони пролетаріату.

## Народна міліція Російської республіки
Після Лютневої революції були ліквідовані корпус жандармів і Департамент поліції (постанови Тимчасового уряду від 6 березня 1917 року і від 10 березня 1917 року). Тоді ж Петроградською радою була проголошена заміна поліції «народною міліцією». Паралельно з народною міліцією продовжували організовуватися та існувати загони робітничої міліції, створювані місцевими Радами та іншими організаціями для підтримки порядку при масових заходах та організації охорони підприємств. Наприклад, такого роду міліція була створена від імені Всеросійського земського союзу в Мінську відразу після Лютневої революції; 4 березня 1917 — день призначення її начальником М. В. Фрунзе (під псевдонімом Михайлов) відзначається в Білорусі як День білоруської міліції.
Л. Д. Троцький, оповідаючи про спроби організації робітничої міліції в червні 1917 року, писав: «Друковані видання звинувачували міліцію у насильствах, у реквізиціях і незаконних арештах. Безсумнівно, що міліція застосовувала насильство: саме для цього вона і створювалася. Злочин її полягав, проте, в тому, що вона вдавалася до насильства відносно до представників того класу, який не звик бути об'єктом насильства і не хотів звикати».
Але зазвичай у реальності, відповідно до рішення Рад, як у Петрограді, так і в Москві, з березня 1917 робітнича міліція Рад була формованою в робітничих підрайонах частиною народної міліції. Не підкорена рішенню Рад частина робітничої міліції стала називатися «бойовими дружинами», «робітничими дружинами», «партійними дружинами» більшовиків, анархістів, лівих есерів, максималістів та інших лівих і тільки значно пізніше разом із робітничою міліцією фабзавкомів стала відома потім як «робітнича гвардія», Червона гвардія, хоча багато або майже всі члени цих дружин часто одночасно служили в народній міліції. Крім того, «внутрішню» робітничу міліцію для контролю промислових, транспортних територій, портів організовували фабзавкоми і деякі профспілки, наприклад, десятки тисяч під рушницю поставив Викжель. Після Жовтневої революції в різних місцях було по-різному: одночасно були і робітнича міліція (в яку зазвичай перейменували народну міліцію) та Робітнича (або Червона) гвардія, іноді тільки робітнича міліція або тільки Червона гвардія. У березні 1917 року начальник міліції міської думи архітектор Д. А. Крижанівський, який став начальником всієї народної міліції Петрограда, негайно приступив до ліквідації ущільнювальної забудови і всіх злачних
місць столиці, позбавляючи кримінальний елемент усіх засобів до існування, крім служби в народній міліції, замість задоволення вимог кримінальників про захист злочинців, котрих позбавили опікунства поліції, від самосудів, а злочинці вимагали активніших дій міліції саме в цьому напрямку. Утворена 3 червня 1917 Рада петроградської народної міліції за участю представників народної міліції робітничих підрайонів вступив у конфлікт із начальником міської міліції, виставивши політичні гасла у зв'язку з відмовою додатково платити за службу в міліції робітникам, які отримують повну зарплату на заводах. Згодом не тільки уряд білих, але і Радянська влада успадкували, в основному, саме цю народну міліцію, і червоні лише перейменували її спочатку на робітничу, а потім на робітничо-селянську міліцію для підкреслення свого класового підходу.
Діяльність народної міліції, яку незважаючи на повідомлення закордонних газет до 17 квітня уряд іменував «громадською поліцією», повинна була будуватися на підставі постанови Тимчасового уряду «Про затвердження міліції» та «Тимчасового положення про міліцію» від 17 квітня 1917 року за старим стилем. Відповідно до постанови від 17 квітня 1917 міліціонерами не могли стати особи, які перебувають під слідством і судом за звинуваченням у злочині, неспроможні боржники, які перебувають під опікою за марнотратство, власники будинків терпимості. На службу до міліції могли бути прийняті особи, засуджені за крадіжку, шахрайство, приховування викраденого, підробки, здирства, лихварство, якщо з дня відбуття покарання пройшло більш ніж 5 років. Начальниками міліції та їхніми заступниками могли стати особи, які мають освіту не нижчу за середню. Начальник міліції повинен був щорічно звітувати перед комісаром Тимчасового уряду в даній місцевості. Міністру внутрішніх справ належало загальне керівництво діяльністю міліції, видання інструкцій і наказів для неї, а також проведення ревізій.
Після Жовтневої революції різні антибільшовицькі уряди доручали своїй міліції також функції державної безпеки. Директор Департаменту міліції Тимчасового Сибірського уряду В. Н. Пепеляєв підкреслював, що на службу в міліцію беруть колишніх поліцейських і жандармів, які «не зганьблені по суду і ні в чому негожому не відмічені, як людей, підготовлених теоретично і практично». Керівники  міліції білих мали обмежені повноваження. Всі кадрові призначення здійснювалися керівниками губерній (областей), як у царській поліції. Відповідно до статті 8 Положення про сибірську міліцію органи місцевого самоврядування повинні були нести одну третину витрат щодо фінансування міліції (відповідно повітову міліцію фінансували повітові земські органи, міську міліцію — органи міського самоврядування). Інша частина витрат покладалася на державний бюджет.
Одна з ленінських «Квітневих тез» до доповіді «Про завдання пролетаріату в даній революції» від 4 квітня 1917 ставила завдання «усунення поліції, армії, чиновництва». Тому червоними функції держбезпеки міліції не передавалися, оскільки ними міліція сприймалася як перший крок до скасування професійної поліції, а надалі — і до відмови від постійної армії, передачі їхніх функцій безпосередньо озброєному народу (див. Анархізм). Але створена під найменуванням «міліція» система фактично виявилася різновидом поліції (державної служби підтримки порядку), якою і залишалася в Російській Федерації до 2011 року. Справа звелася до зміни найменування, яке підкреслювало близькість до інтересів народу, щоб нова організація не асоціювалася зі старою поліцією і жандармерією, що служили символами старого порядку.
Жовтнева революція скасувала всю систему державних установ Російської республіки, в тому числі і народну міліцію Тимчасового уряду.

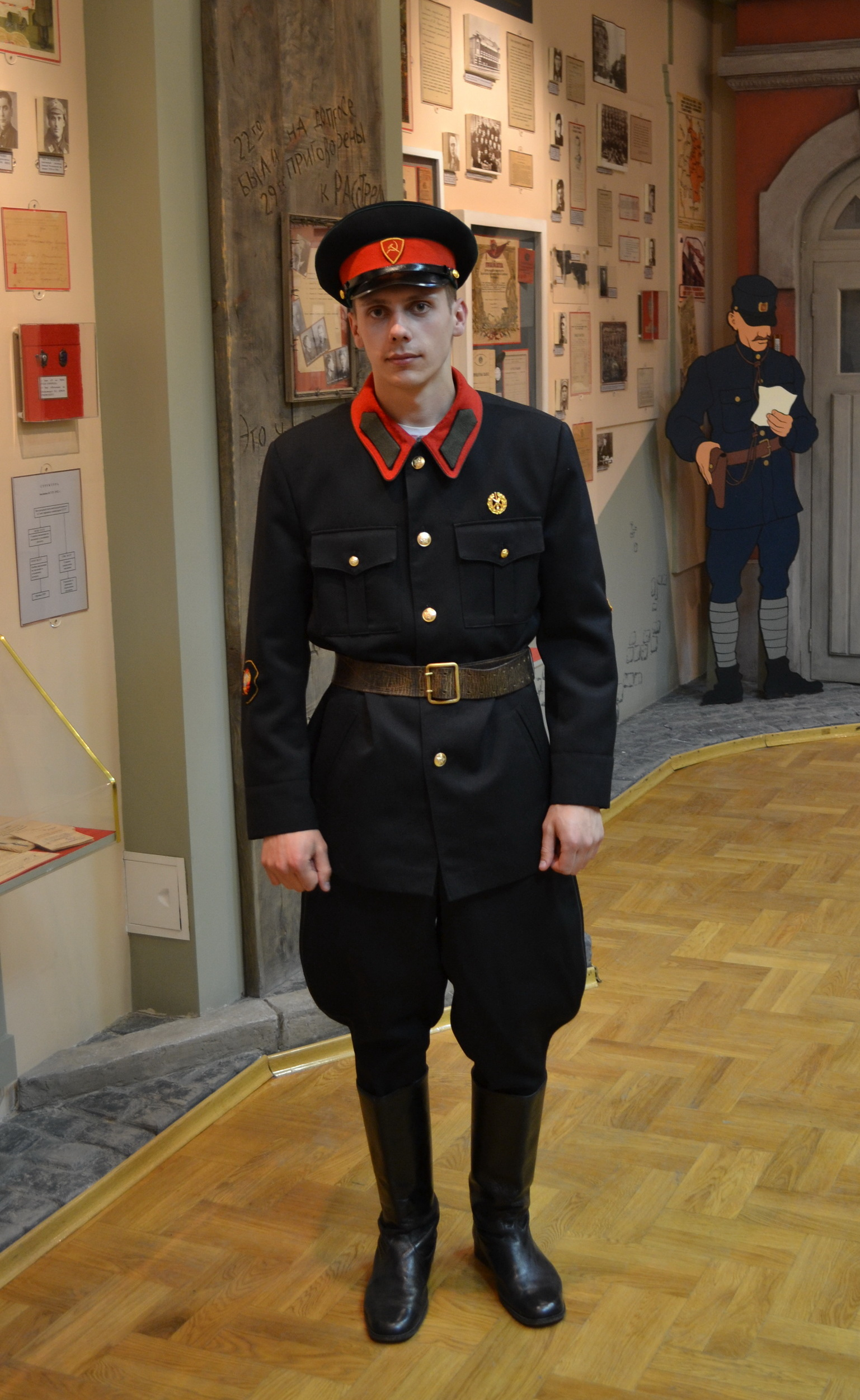
Однострій часів СРСР

Дуже скоро було усвідомлено, що система охорони правопорядку не може існувати й ефективно функціонувати, будучи набором самодіяльних добровольчих загонів. У березні 1918 року комісар НКВД поставив перед урядом питання про відтворення міліції як державної організації. 10 травня 1918 колегія НКВС прийняла розпорядження: «Міліція існує як постійний штат осіб, що виконують спеціальні обов'язки, організація міліції повинна здійснюватися незалежно від Червоної Армії, функції їх повинні бути строго розмежовані». На його підставі було сформовано організаційні документи, складено проєкт «робітничо-селянської міліції». 21 жовтня 1918 НКВС і НКЮ затвердили «Інструкцію про організацію радянської робітничо-селянської міліції».

## Міліція в різних країнах
Частка міліціонерів на 100000 жителів країни:
1. Білорусь (2010 рік): 1441,6 чол[9]
2. Росія (2010 рік): 975,7 чол[9]

### Білорусь
Початок реформування міліції було покладено ухваленням Верховною Радою 26 лютого 1991 року Закону Республіки Білорусь у «Про міліцію». У ньому закріплювалася нова організаційна модель міліції. Основними її структурними ланками визначалися: кримінальна міліція, міліція громадської безпеки, спеціальна міліція. Пізніше у ході розвитку положень закону «Про міліцію» виділили ще одну структурну ланку — транспортна міліція.

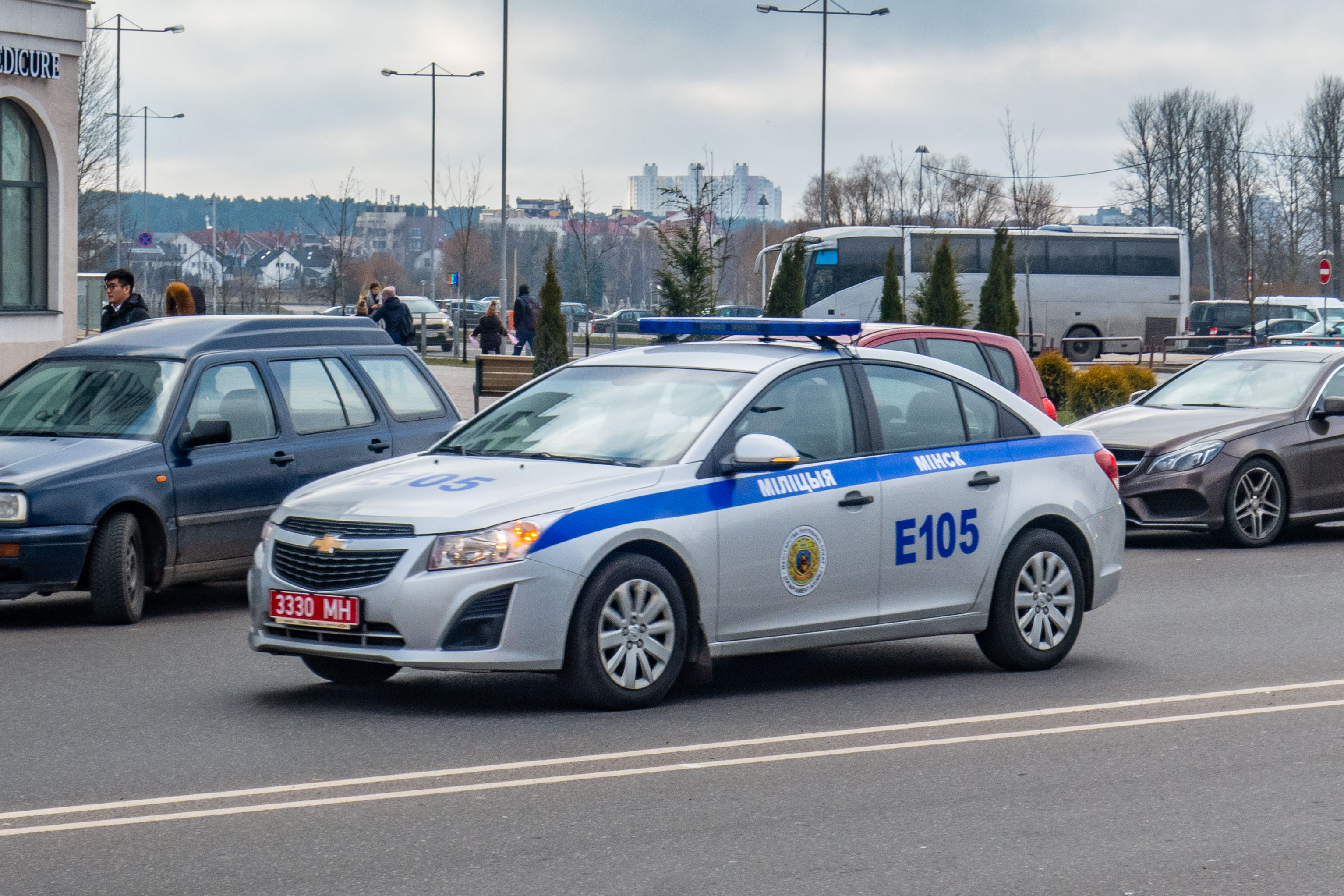
Сучасна міліція, Білорусь

Істотним є і те, що у Законі обґрунтовується неприпустимість непрофесіонального втручання у діяльність міліції будь-яких осіб, окрім компетентних органів прокуратури та її посадових осіб. У ньому особливо підкреслюється, що правоохоронні органи структури державної влади, здійснюючи контроль над роботою міліції, не мають права втручатися у її оперативно-розшукову, кримінально-процесуальну діяльність, соціальну та щодо провадження у справах адміністративних правопорушень. Уперше у законодавчому порядку вирішено питання гарантій правового і соціального захисту працівників міліції, їхніх прав на судовий захист і фаховий ризик. Незалежна від колишнього союзного МВС діяльність зажадала збільшення обсягів законотворчої роботи. У білоруської міліції виникла необхідність розвивати міжнародні зв'язки. Звичайною практикою стали укладення двосторонніх угод, здійснення прямих контактів із працівниками правоохоронних органів інших держав.
Перший міжнародний (але це був російсько-білоруський) «міліцейський» договір було підписано ще 15 грудня 1990 року у Москві. Він передбачає створення умов захисту прав і законних інтересів громадян, надання правової взаємодопомоги. Потім у 1991—1993 роках аналогічні договори було підписано із МВС Литви, Латвії, України, Туркменістану.

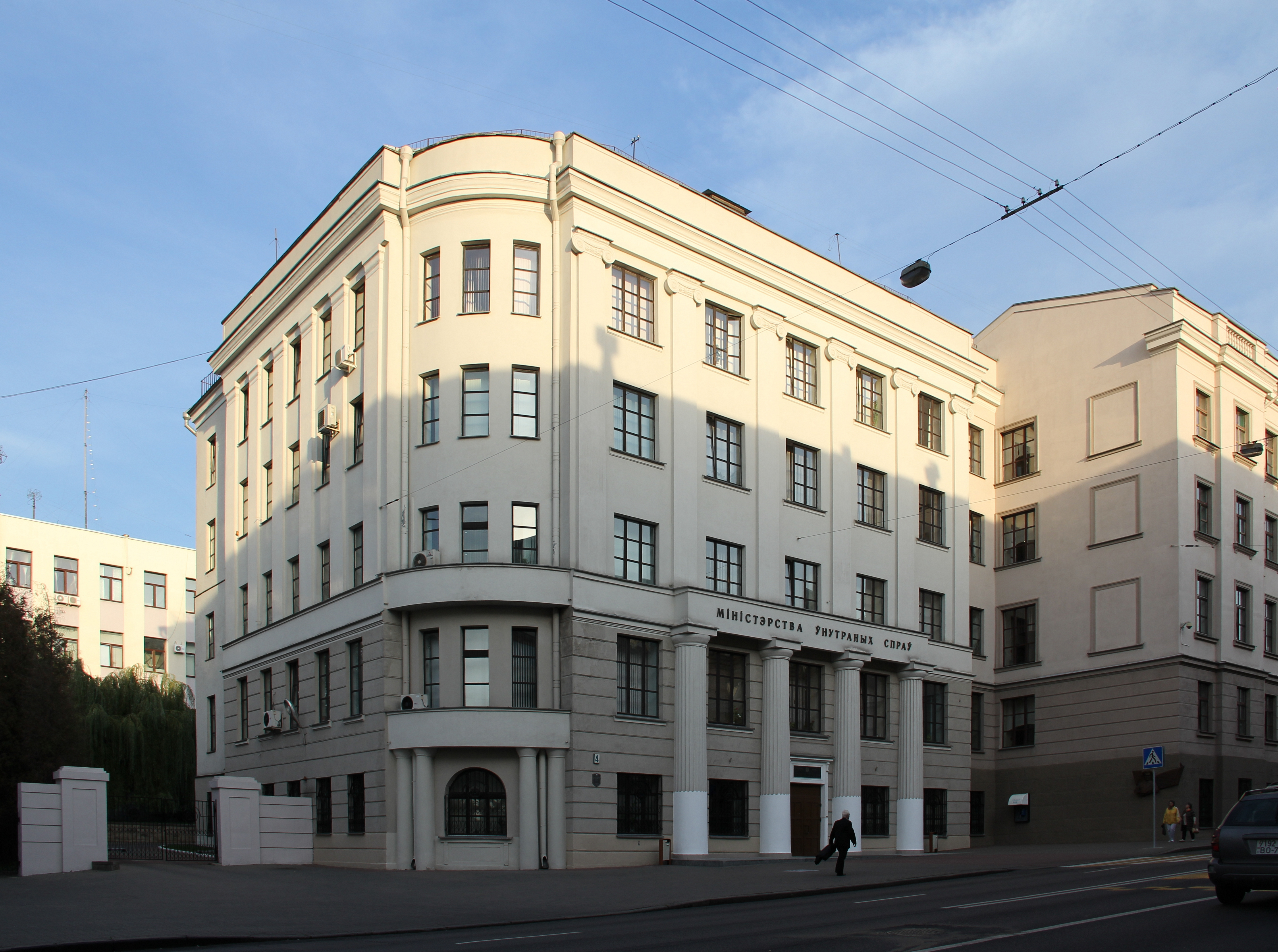
Міністерство внутрішніх справ Республіки Білорусь

А 13 березня 1992 року у Мінську на нараді міністрів внутрішніх справ держав-учасниць СНД, і навіть Латвії, Литви та Естонії констатувалося, що у зв'язку з погіршенням криміногенної ситуації виникає гостра потреба як зберігати сформовані раніше зв'язки, так і рішуче налагоджувати нові механізми взаємодії. Цьому, зокрема, був присвяченій утворений консультативний орган — Нарада міністрів внутрішніх справ, створення міждержавного інформаційного банку.
24 квітня 1992 року у Алма-Аті представники 11 держав, які утворилися після колишнього СРСР, підписали «Угоду про взаємодію міністерств внутрішніх справ незалежних держав у сфері боротьби зі злочинністю», проєкт якого було вироблено у Мінську.
Того ж дня у Варшаві підписано «Угоду між міністерствами внутрішніх справ Республіки Польщі і Республіки Білорусь, підписану міністрами внутрішніх справ, про співробітництво у боротьбі зі злочинністю».
Другий напрям зовнішньоправових відносин пов'язано з розширенням прямих контактів міліції Білорусі й правоохоронних органів розвинених країн. Делегації органів внутрішніх справ Республіки Білорусь побували у Нідерландах, Великій Британії, Румунії, Німеччини, Польщі, США, Угорщині, Італії, Ізраїлі, Швейцарії, Індії, Японії, на Кіпрі. Мета цих поїздок — вивчення досвіду роботи поліції у спільних практичних діях щодо боротьби зі злочинністю, консультації щодо поставок матеріально-технічних засобів і гуманітарної допомоги тощо.
Відповідно до «Концепції судово-правової реформи», затвердженої Верховною Радою Республіки Білорусь від 23 квітня 1992 року, поставили завдання поступово звільнити МВС від невластивих функцій: проведення попереднього розслідування, організації експертно-криміналістичних досліджень (окрім проведених технічними підрозділами, що забезпечують оперативно-розшукову діяльність), забезпечення пожежної безпеки, виправлення і перевиховання засуджених, нагляду за особами, засудженими до покарання, що не є позбавленням волі, паспортизації населення, реєстрації в'їзду і виїзду громадян, охорони об'єктів і майна (відомча охорона).
Зростанню ефективності боротьби з протиправними явищами можуть сприяти запровадження у практику найкращих світових зразків професійної діяльності, налагодження всебічної взаємодії між відповідними службами, ширша опора спроможності самого населення, розвиток форм гласності.
Одна з найважливіших умов позитивних зрушень у цій справі є забезпечення довіри народу до своєї міліції. А цього можна домогтися, тоді як у службу охорони порядку увіллються нові порядні, сміливі та освічені люди. У підготовці таких кадрів незамінну роль покликана відіграти Академія міліції МВС республіки.

### Росія
До 2011 року у сучасній Росії міліція входила в систему Міністерства внутрішніх справ РФ. Завдання цієї структури регулювалися Конституцією РФ, Федеральним Законом «Про міліцію», положенням «Про службу в органах внутрішніх справ», іншими федеральними законами та міжнародними договорами.

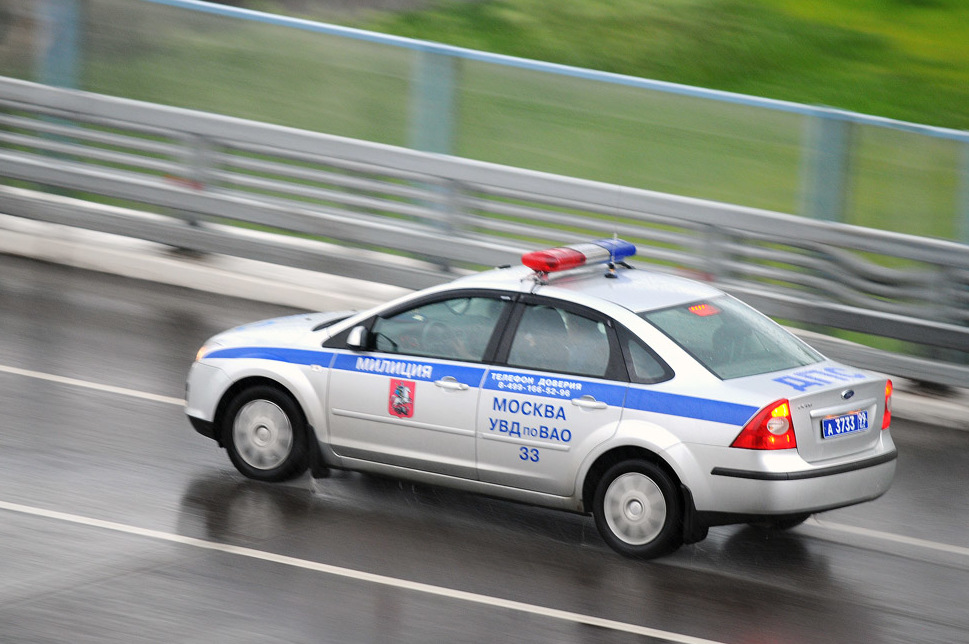
Московська міліція

Міліція поділялась на міліцію громадської безпеки та кримінальну міліцію. Відмінності між ними полягали у функціях, управлінні та фінансуванні: чисельність для першої з них визначалася за погодженням з органами державної влади суб'єктів РФ, для другої — Урядом РФ.
В основні функції міліції громадської безпеки входять забезпечення безпеки особистості, суспільної безпеки, охорона власності і громадського порядку, виявлення, попередження і припинення злочинів та адміністративних правопорушень, розкриття деяких видів злочинів, розшук осіб. Сприяє кримінальної міліції.
До складу міліції громадської безпеки входять підрозділи дізнання, дільничних уповноважених міліції, у справах неповнолітніх, по боротьбі з правопорушеннями у сфері споживчого ринку, виконання адміністративного законодавства, патрульно-постова служба, органи позавідомчої охорони, загони міліції особливого призначення і державна інспекція безпеки дорожнього руху (ГИБДД).
Завданнями кримінальної міліції є попередження, припинення і розкриття злочинів, здебільшого тяжких та особливо тяжких, розшук осіб, які переховуються від органів дізнання, слідства і суду, осіб безвісти зниклих. Органи кримінальної міліції здійснюють боротьбу з організованою злочинністю.
Міліція громадської безпеки та кримінальна міліція є органами дізнання. В обох категоріях можуть існувати окремі підрозділи міліції для охорони особливо важливих і режимних об'єктів, закритих адміністративно-територіальних утвореннях, на залізничному, водному і повітряному транспорті.

### Киргизстан
Станом на 2021 рік в Киргизстані діяла міліція.

### Абхазія
Станом на 2021 рік на невизнаній території діяла міліція.

### Південна Осетія
Станом на 2021 рік на невизнаній території діяла міліція.

### ПМР (Придністровська Молдавська Республіка)
Станом на 2021 рік на невизнаній території діяла міліція.

### Окремі райони Донецької та Луганської областей («ДНР» та «ЛНР»)
Станом на 2022 рік на окупованих Росією територіях діяла так звана «народна міліція», якою називаються не органи внутрішніх справ (що мають назву «поліція»), а збройні сили цих двох окупаційних утворень.

### Таджикистан
Станом на 2021 рік в Таджикистані діяла міліція.

### Узбекистан
Станом на 2021 рік в Узбекистані діяла міліція. Відповідно до закону «Про внесення змін та доповнень до деяких законодавчих актів Республіки Узбекистан, пов'язаних із забезпеченням захисту прав учасників кримінального процесу» з законодавства вилучено терміни «міліція» та «міліціонер», які замінено на «органи внутрішніх справ» та «співробітник органів внутрішніх справ». Міністр внутрішніх справ Абдусалам Азізов заявив, що колишні терміни «міліція» та «міліціонер» надалі не будуть використовуватися в Узбекистані. Замість цього він закликав журналістів вживати терміни «органи внутрішніх справ» та «співробітник органів внутрішніх справ». 
Одночасно в країні створено спеціальні підрозділи так званої «туристичної поліції», автотранспорт та обладнання якої марковані написами «Police» англійською мовою. Разом з тим, не зважаючи на законодавчі зміни в країні для позначення правоохоронних органів досі активно використовується «міліція», що пов'язано з тривалою історією вжитку цього терміну, а також із складністю для вимови терміну «співробітник органів внутрішніх справ».

### Україна
До 2015 року міліція була національною поліцейською службою України. Міліція була сформована в період правління Української Радянської Соціалістичної Республіки, яка входила до складу Радянського Союзу, і продовжувала служити національною поліцейською службою в незалежній Україні до 7 листопада 2015 року, коли вона була замінена Національною поліцією України.

## Міліціонер
Міліціонер — посадова особа, зазвичай молодшого командного складу органів внутрішніх справ, що виконує посадові обов'язки, визначені функціями та завданнями відповідного підрозділу міліції.
Посади міліціонерів передбачено у ППС, ДСО та інших підрозділах міліції громадської безпеки та кримінальної міліції. Якщо міліціонер має особливі повноваження, це може бути вказано у назві його посади, наприклад: міліціонер-водій, міліціонер-кінолог.
В СРСР категорія «міліціонер» позначала звання рядового складу органів міліції (ймовірно до 1958 року[джерело?]). Згодом єдиним спеціальним званням рядового складу органів внутрішніх справ стало «рядовий міліції».

## Цікаві факти
У Харківській області до 2015 року було кілька топонімів, названих на честь міліціонера: площа, вулиця та проїзд Міліціонера, а також вулиця Червоного міліціонера, на якій розташовано один із старіших цирків України